# فرانكلين سيمونز
فرانكلين سيمونز (بالإنجليزية: Franklin Simmons)‏ هو نحات أمريكي، ولد في 11 يناير 1839 في Sabattus, Maine ‏ في الولايات المتحدة، وتوفي في 8 ديسمبر 1913 في روما في إيطاليا.